# Guardapolvo escolar blanco

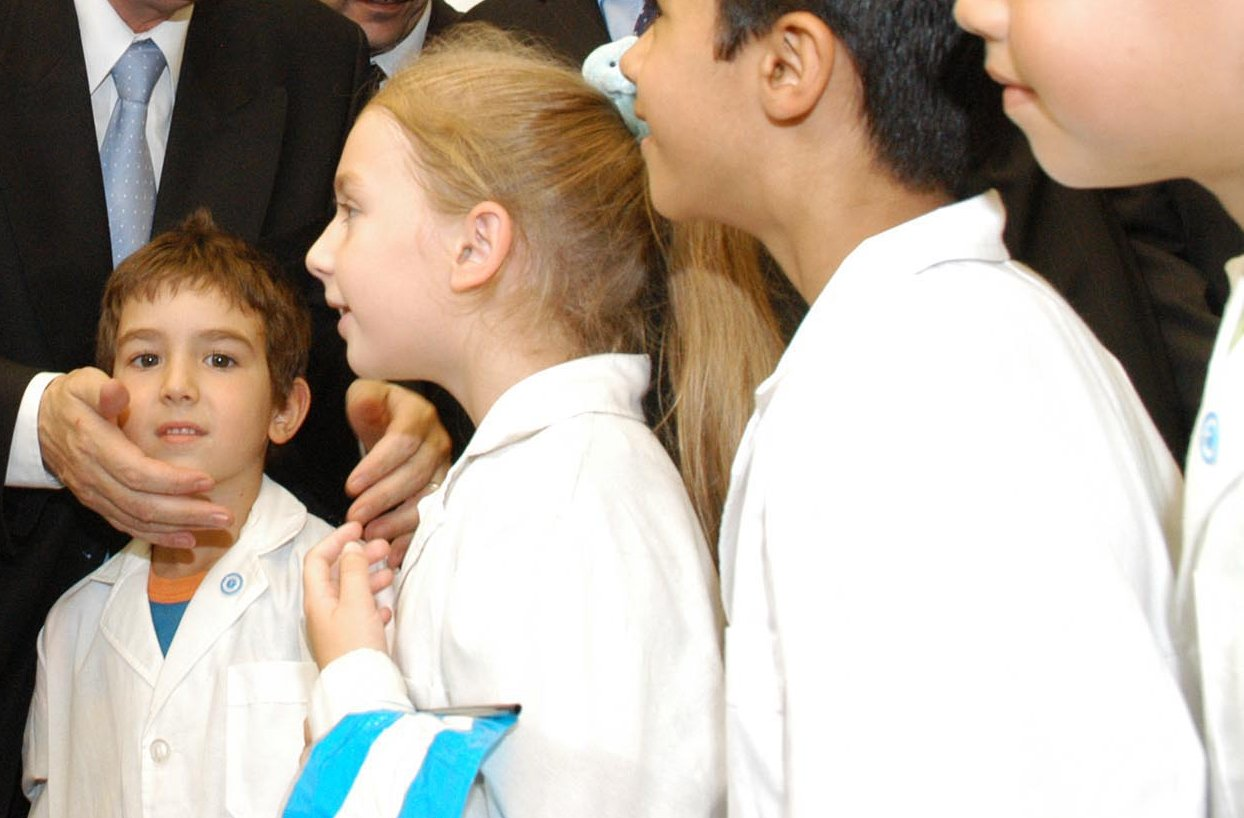
Estudiantes con el guardapolvo blanco de la escuela pública argentina.

El guardapolvo blanco o delantal blanco es el uniforme escolar clásico de la escuela primaria pública en Argentina. Su uso es de carácter obligatorio tanto para el personal docente como para el alumnado en las 23 provincias y en la Ciudad Autónoma de Buenos Aires. Debido a su surgimiento y popularización en las décadas de 1910 y 1920, a la recomendación oficial de su uso en 1919, a su continuidad ininterrumpida desde entonces y a su obligatoriedad desde 1942, se lo considera un símbolo de la educación pública y gratuita en todo el país.

## Historia

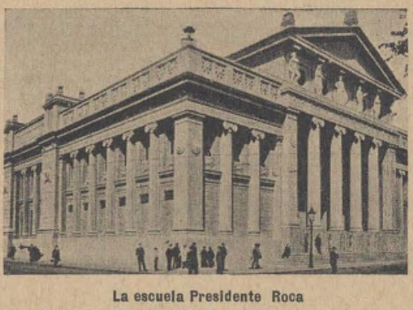
Escuela Presidente Roca, en la ciudad de Buenos Aires, 1906.

Pedro Avelino Torres propuso la idea de un uniforme a principios del siglo XX.
El educador Pablo Pizzurno, en un escrito de entre 1904 y 1909, se quejó de los vestidos lujosos de algunas alumnas.
La maestra de manualidades Julia Caballero Ortega, quien trabajaba en Avellaneda, propuso en 1905 que sus alumnas vistieran un delantal blanco.
El maestro de sexto grado Antonio Banchero, quien trabajaba en la Escuela Presidente Roca, en la zona de Tribunales, sugirió en 1906 que alumnos y docentes usaran un delantal blanco.
En la circular n° 67 del Consejo Nacional de Educación, fechada el 16 de abril de 1913, sobre la vestimenta de los alumnos, solo se exigía el uso de trajes sencillos, sin mencionar ningún tipo de guardapolvo o uniforme.
En el invierno austral de 1915, la maestra Matilde Filgueiras de Díaz, quien trabajaba en la escuela Cornelia Pizarro de la calle Peña 2670 (barrio de Recoleta, Buenos Aires), organizó una reunión de padres en la que expuso que la ropa de las estudiantes revelaba la condición social de cada una y generaba divisiones. Por esto, propuso un uniforme que las equiparara. Algunos padres se manifestaron en contra y otros a favor, pero estos últimos no se ponían de acuerdo sobre el color del guardapolvo.
Matilde Filgueiras fue a la calle Florida y compró de su propio bolsillo varios metros de tela blanca, la más económica. La cortó y distribuyó entre sus alumnos y luego les explicó a las madres cómo debía ser el modelo de delantal.
Algunos de los padres que no estaban de acuerdo, entre ellos quienes tenían varios hijos y se quejaban del gasto que representaría cada uniforme, denunciaron la situación ante el Consejo Nacional de Educación. Este organismo envió un inspector del Consejo Escolar a la escuela, quien luego de constatar el uso del guardapolvo blanco en aulas y recreos terminó recomendando que se extendiera a las demás escuelas.
El Consejo Nacional de Educación, en la circular n°101 del 23 de diciembre de 1915, recomendó al personal docente de la Capital Federal el uso de delantales Blancos, seguramente siguiendo el consejo de Genaro Sixto, instructor médico que había sugerido en sus Instrucciones a los Directores y maestros en relación a la higiene Escolar la utilización de un delantal, pero sin mencionar el color. Asimismo, esta recomendación estaba destinada a los docentes, no a los alumnos.
Recomendaciones de Genaro Sixto publicadas por El Monitor de la Educación Común el 30 de junio de 1915:

La vehiculización de los gérmenes infecciosos por las ropas está plenamente demostrado. Durante mucho tiempo (mientras no se forme la conciencia sanitaria de la población) concurrirán niños a las escuelas que momentos antes han estado en contacto con enfermos y llevarán a clase contagios inevitables.

El uso de un delantal evitaría esto, pero no un delantal que va a la escuela y vuelve al hogar, sino un delantal que queda en la escuela y solo en las horas de clase sea usado por el alumno.

El delantal escolar (en la forma enunciada) sería un medio de gran eficacia para evitar la irradiación infecciosa de la escuela. Es verdad que múltiples razones se oponen a que se generalice el uso del delantal, pero esos obstáculos en su mayoría de orden económico serían salvados en aquellas escuelas en que existan sociedades cooperadoras de la obra que realizan.

Por su relación con la higiene y los delantales médicos, el color escogido fue el blanco.
El Consejo Nacional de Educación, presidido por el doctor Pedro N. Arata, recomendó el 23 de diciembre de 1915 al personal docente que utilizara el delantal durante las horas de servicio y dentro de la escuela, puesto que además de inculcar a los niños la tendencia a vestir con sencillez, suprimirá la competencia en los trajes, adornos, etcétera, entre el mismo personal.
La principal queja de los padres continuaba siendo el gasto que representaba el delantal. El doctor Pedro N. Arata envió una circular el 16 de abril de 1918 para que no se exigieran guardapolvos costosos:

Los directores de escuelas deberán cuidar que los alumnos concurran con trajes sencillos y sin atavíos, que puedan fomentar emulaciones u ostentaciones de lujo, sin que esto importe autorización para que impongan el uso del uniforme determinado cuya adquisición sea onerosa para los padres de familia.

El 1 de noviembre de 1919, en la primera presidencia de Hipólito Yrigoyen, se aprobó oficialmente el guardapolvo blanco. Antes que comenzara el ciclo lectivo de 1920, se sugirió que los alumnos también lo vistieran, aunque este último uso continuó siendo discutido hasta mediados de la década de 1920, cuando con ayuda de las cooperadoras escolares para las familias más humildes, se hizo general entre los alumnos. Finalmente, se declaró obligatorio en 1942 y continúa usándose en la actualidad.